# Una sacerdotessa
Una sacerdotessa (A Priestess) è un dipinto ad olio su tela del pittore britannico John William Godward, realizzato nel 1893.

## Descrizione
Il quadro di formato verticale, dalla struttura rigorosamente simmetrica, ritrae una sacerdotessa in piedi, seminuda, che regge una lancia con la mano sinistra. La modella che posò per questo dipinto fu Lilian "Lily" Pettigrew, la quale venne ritratta anche in altri quadri dipinti da Godward tra il 1887 e il 1900. La donna fissa con lo sguardo lo spettatore. I suoi capelli rossi sono ornati da un diadema a forma di foglie. La figura si trova innanzi a un muro di marmo bianco con un piccolo fregio nella parte intermedia. La luce frontale si intensifica soprattutto nel ventre e sui seni. L'unica veste che la sacerdotessa porta addosso è una sorta di himation semitrasparente dai toni bluastri che le circonda la zona pubica.

Esistono altre due versioni dell'opera (una realizzata nel 1894, l'altra nel 1895) nelle quali la sacerdotessa indossa una lunga tunica nera, molto simile a un chitone, e fa la guardia alla porta di un tempio.

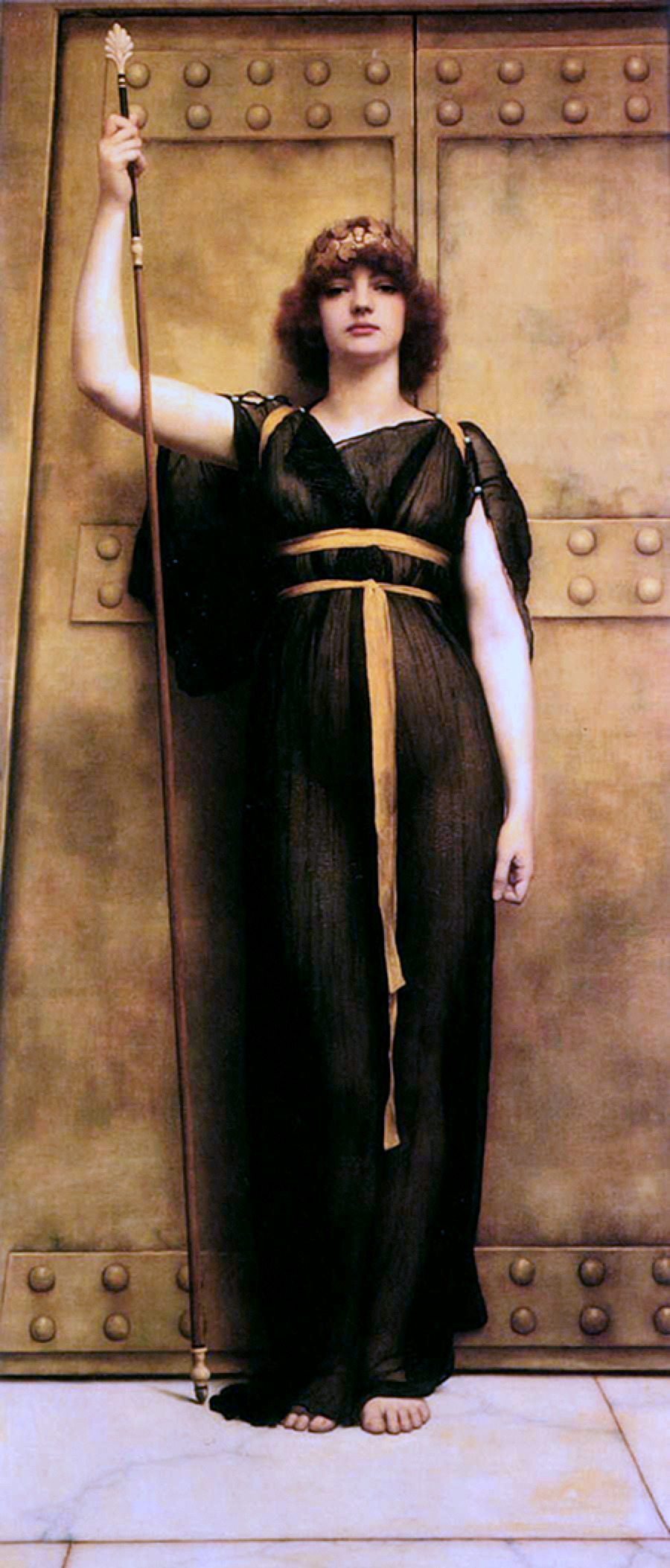
La versione del 1894.
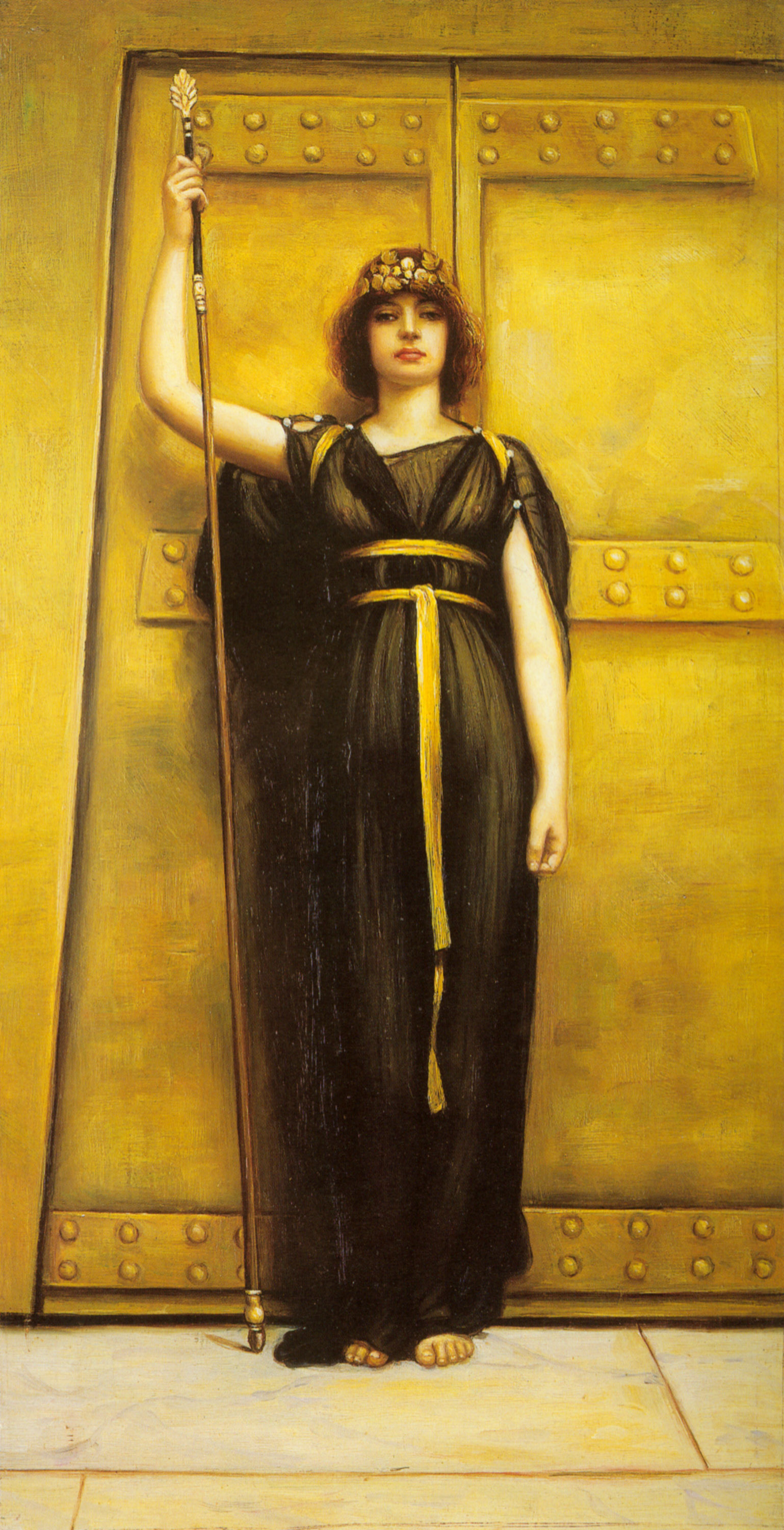
La versione del 1895.